# يوسف كزاكو
يوسيف كزاكو (بالرومانية: Iosif Czako)‏ (6 يونيو 1906 – تاريخ الوفاة غير معلوم) لاعب كرة قدم روماني راحل كان يجيد اللعب في خط الدفاع .
لعب طوال مسيرته الرياضية في نادي ريسيتا . شارك مع منتخب رومانيا في بطولة كأس العالم 1930 في الأوروغواي .

## روابط خارجية
- يوسف كزاكو على موقع الاتحاد الدولي (مؤرشف)  (الإنجليزية)
- يوسف كزاكو على موقع قاعدة بيانات كرة القدم.إي يو (الإنجليزية)
- يوسف كزاكو على موقع ناشيونال فوتبول تيمز (الإنجليزية)
- يوسف كزاكو على موقع Soccerway.com (الإنجليزية)
- يوسف كزاكو على موقع عالم كرة القدم.نت (الإنجليزية)